# Quebrada Quimome
Quebrada Quimome är ett periodiskt vattendrag i Bolivia.   Det ligger i departementet Santa Cruz, i den östra delen av landet, 500 km öster om huvudstaden Sucre.
I omgivningarna runt Quebrada Quimome växer huvudsakligen savannskog. Trakten runt Quebrada Quimome är nära nog obefolkad, med mindre än två invånare per kvadratkilometer.